# Laisse-moi entrer
Pour plus de détails, voir Fiche technique et Distribution.
Laisse-moi entrer (Let Me In) est un film d'horreur américano-britannique réalisé par Matt Reeves, sorti en 2010.
Il s'agit d'un remake du film suédois Morse (2008), lui-même adapté du roman Laisse-moi entrer (2004) de John Ajvide Lindqvist, racontant l'histoire d'un garçon de 12 ans qui développe une forte amitié avec une enfant vampire au début des années 1980. Alors que l'histoire du roman et celle de l'adaptation suédoise se situent à Stockholm, celle de l'adaptation américaine se déroule dans une ville du Nouveau-Mexique.

## Synopsis

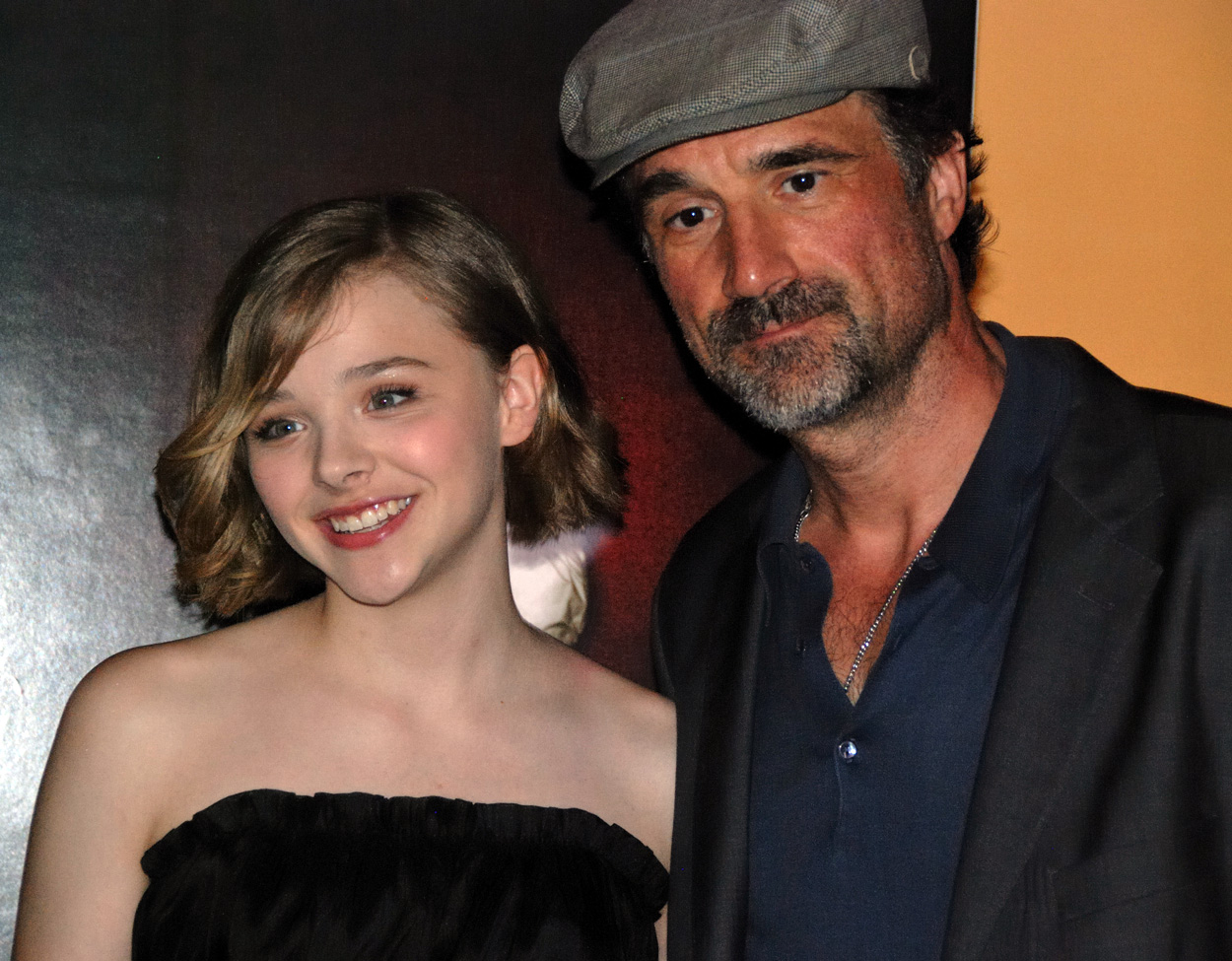
Chloë Moretz et Elias Koteas, lors de l'avant-première de Laisse-moi entrer.

Abby, une jeune fille de 12 ans, vient d'emménager dans un appartement à côté duquel vit un jeune garçon se prénommant Owen. Lui est très timide, il vit seul avec sa mère et se fait constamment battre par les garçons de sa classe. Puis, il s'attache rapidement à sa nouvelle voisine qu'il trouve si différente des autres personnes qu'il connaît. Plus tard, Owen se rend compte que l'arrivée d'Abby coïncide avec une série de meurtres inexplicables et de disparitions soudaines. Bien après, il comprend qu'Abby est une vampire, mais cela n'altère en rien leur amitié.

## Fiche technique
Sauf indication contraire, les informations mentionnées dans cette section peuvent être confirmées par la base de données cinématographiques IMDb,  présente dans la section « Liens externes ».
- Titre original : Let Me In
- Titre français : Laisse-moi entrer
- Réalisation : Matt Reeves
- Scénario : Matt Reeves d'après le roman Laisse-moi entrer (Låt den rätte komma in) de John Ajvide Lindqvist et d'après son adaptation suédoise Morse (Låt den rätte komma in) de Tomas Alfredson
- Musique : Michael Giacchino
- Direction artistique : Guy Barnes
- Décors : Wendy Ozols-Barnes
- Costumes : Melissa Bruning
- Photographie : Greig Fraser
- Montage : Stan Salfas
- Effets spéciaux : Daniel Holt, Mike Prawitz et Ryan Roundy
- Effets visuels : Brad Parker
- Productions : Alexander Yves Brunner, Guy East, Donna Gigliotti, Carl Molinder, John Nordling et Simon Oakes
- Sociétés de production : Overture Films, Hammer Film Productions et EFTI
- Sociétés de distribution : ? et ; Alliance Films (Québec), Ascot Elite Entertainment Group (Suisse romande), Kinepolis Film Distribution (Belgique) et Metropolitan FilmExport (France)
- Budget : 20 millions $[réf. nécessaire]
- Format : couleur - 2,35:1 – 35 mm - son Dolby Digital
- Pays de production :  États-Unis et  Royaume-Uni
- Langue originale : anglais
- Genres : drame, fantastique, horreur, romance, thriller
- Durée : 116 minutes
- Dates de sortie :
  - Canada, États-Unis : 1er octobre 2010
  - Belgique, France : 6 octobre 2010
  - Royaume-Uni : 5 novembre 2010
- Classification :
  -  États-Unis Rated R (Interdit aux mineurs (17 ans et moins) non-accompagnés d'un adulte)
  -  France Interdit aux moins de 12 ans lors de sa sortie en salles

## Distribution
- Kodi Smit-McPhee (VF : Valentin Maupin[2] ; VQ : Samuel Jacques) : Owen
- Chloë Grace Moretz (VF : Lisa Caruso ; VQ : Gabrielle Thouin)[3] : Abby
- Richard Jenkins (VF : Michel Derain ; VQ : Jean-Luc Montminy) : Le père adoptif d'Abby
- Elias Koteas (VF : Gérard Rinaldi ; VQ : Pierre Auger) : le Détective de la police + voix du père d'Owens
- Cara Buono (VF : Cécile Musitelli ; VQ : Violette Chauveau) : la mère d'Owen
- Sasha Barrese : Virginia
- Dylan Minnette (VF : Benjamin Bollen ; VQ : Léo Caron) : Kenny
- Jimmy Plant : Mark
- Nicolai Dorian : Donald
- Brett DelBuono : Jimmy
- Rowbie Orsatti : Scottie
- Dylan Keni : Larry

## Production

### Attribution des rôles

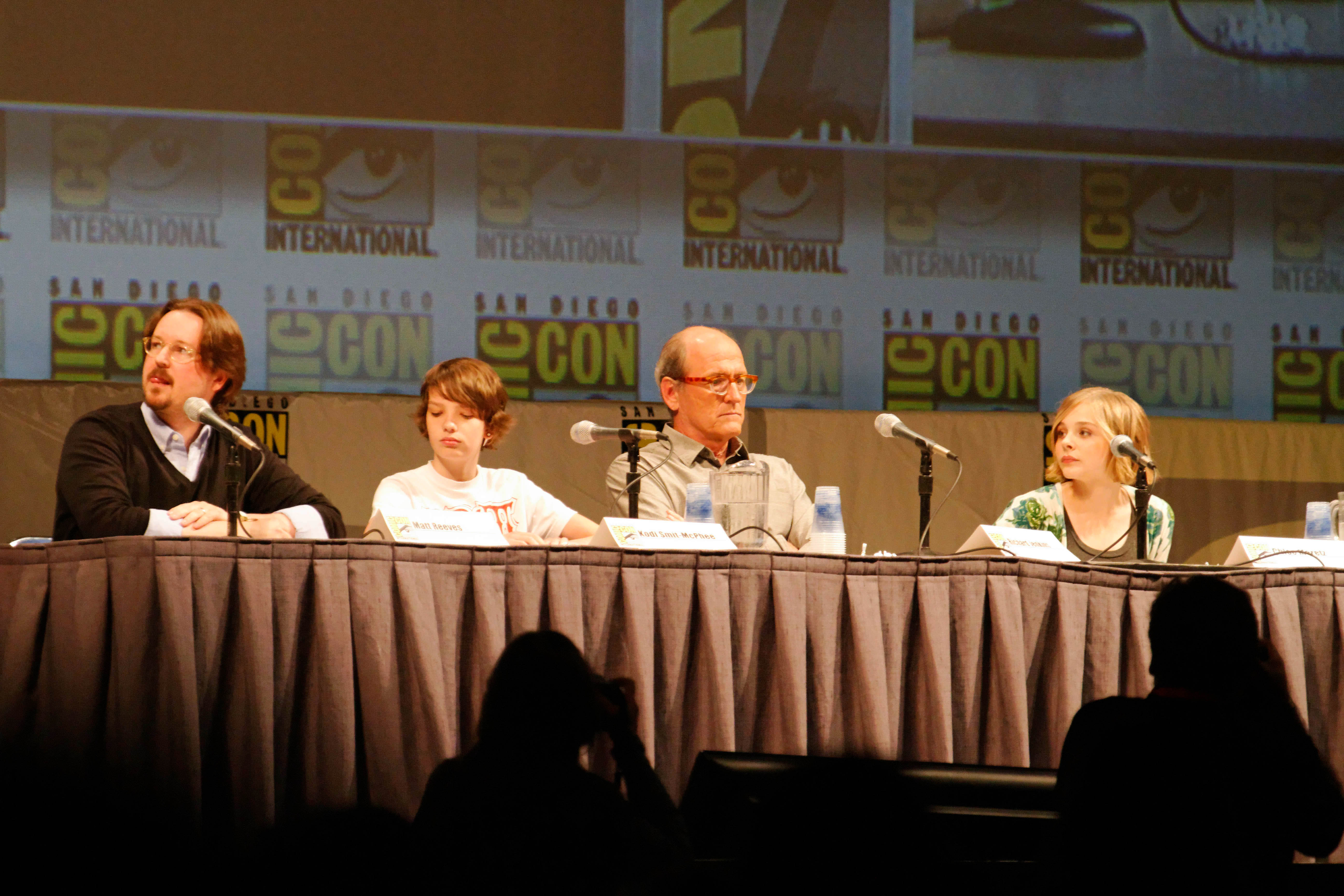
Matt Reeves, Kodi Smit-McPhee, Richard Jenkins et Chloë Moretz, au Comic-Con.

En juillet 2009, des sites sur Internet montrent Chloë Moretz, Mary Mouser et Ariel Winter en audition pour le rôle d'Abby, la vampire. Kodi Smit-McPhee, dans une interview de The Herald Sun, dit avoir décroché facilement le rôle d'Owen. Le 1er octobre 2009, Chloë Moretz et Kodi Smit-McPhee sont choisis pour les deux rôles principaux, ainsi que Richard Jenkins (le père d'Abby).

### Tournage
Le tournage se déroule, entre le 2 novembre 2009 et le 14 janvier 2010, entièrement au Nouveau-Mexique, précisément dans les studios à Albuquerque et à Los Alamos.

## Nomination
- Gotham Independent Film Awards 2010 : meilleur film